# Грязинський район
Гря́зинський район (рос. Грязинский район) — муніципальне утворення у Липецькій області.